# Juan Estuardo (duque de Albany)
Juan Estuardo (John Stewart), duque de Albany (8 de julio de 1482 – 2 de julio de 1536) fue regente del Reino de Escocia y conde de Auvernia y Lauraguais en Francia.

## Primeros años de vida
Juan era hijo de Alejandro Estuardo, duque de Albany (Alba), hijo del rey Jaime II de Escocia. Era el único hijo del segundo matrimonio de su padre con Anne de la Tour d'Auvergne, hija de Bertrand VI de Auvergne. El ambicioso aunque fracasado Alejandro había huido de Escocia a Francia en 1479, donde se había casado con Ana. Regresó a Escocia después de reconciliarse con su hermano el rey, pero en 1484 huyó a Francia por segunda vez, ya que había sido condenado a muerte en Escocia por traición. Juan nació en Francia, aunque no está claro si fue durante la primera o segunda estancia de su padre allí, y creció allí con su madre francesa.
Alejandro murió accidentalmente en París en un torneo en 1485 cuando Juan aún era un bebé. Anteriormente había estado casado con Catherine Sinclair, hija del tercer conde de Orkney, pero ese matrimonio se disolvió en 1478, sin embargo, tuvo medio hermanos de Juan. La cuestión de su ilegitimidad provocó incertidumbre en la sucesión, pero el infante Juan finalmente fue reconocido como duque después de la muerte de su padre. Así heredó el ducado de Albany y el condado de March.
El 15 de febrero de 1487, su madre se casó con Louis de Seyssel, conde de La Chambre, quien se convirtió en el padrastro de Juan.

## Presunto heredero
Juan fue toda su vida el próximo heredero del Reino de Escocia después de los miembros masculinos de la familia inmediata del rey, debido a las estipulaciones de la orden de sucesión sálica promulgada por el rey Roberto III que favorecía al patrilinaje masculino sobre todas las mujeres de la Casa de Estuardo. Los hijos de la familia real inmediata demostraron ser efímeros, excepto los primos hermanos de Albany, Jacobo, el duque de Ross, el rey Jacobo IV y el hijo de este último, el futuro rey Jacobo V (que murió en 1542, cinco años después de Albany).
Por lo tanto, Albany fue desde 1504 en adelante el presunto heredero o el segundo en la línea del trono del Reino de Escocia. Después de 1504, a pesar de que el menor era el heredero antes que él, Albany siempre fue el heredero más cercano que no era menor de edad. Durante la minoría del rey Jacobo V, Albany actuó como regente de forma intermitente entre 1514 y 1524.
El 8 de julio de 1505, el joven Albany se casó con su prima hermana Ana de La Tour de Auvernia y Lauraguais (hija mayor y heredera del tío materno de Albany, Juan III, conde de Auvernia, que había muerto en 1501). Así, Juan comenzó a disfrutar del cargo y los derechos de Conde de Auvernia y Lauraguais en Francia, hasta la muerte de Ana en 1524. Todavía existe un manuscrito que detalla su patrimonio con imágenes de sus castillos (ver referencias).
Su madre de Albany, Ana, condesa de La Chambre, murió el 13 de octubre de 1512, y el padrastro, Louis de La Chambre, vivió hasta 1517.

## Regencia de Escocia
Albany fue llamado a asumir la regencia de Escocia en 1514 cuando la madre del rey infante,la reina  Margarita Tudor, se casó con Archibald Douglas, VI conde de Angus. Angus lideró su propia facción en Escocia y se opuso a otros grupos nobles. Albany llegó a Dumbarton con una escuadra de ocho barcos, incluido el James y Margaret, que Jacobo IV había prestado a Luis XII de Francia, el 26 de mayo de 1515. Albany aprovechó la desconfianza innata de la nobleza escocesa hacia la reina Margarita y sitió a la reina en Stirling, apoderándose de los niños reales, lo cual le permitió convertirse en el único regente. Después de dos años de esta incómoda situación, en 1516 la reina Margarita tuvo que huir a Inglaterra. La política fragmentaria y pendenciera de Escocia quitó y restauró los poderes de Albany varias veces.
El conde de Angus hizo las paces con Albany más tarde en 1516. Entre 1517 y 1520 Albany residió en Francia y no ejerció la regencia en el lugar, sino a través de sus lugartenientes, incluido Antoine d'Arces, sieur de la Bastie. El 26 de agosto de 1517, Albany y Charles, duque de Alençon, firmaron el Tratado de Rouen, que renovó la "antigua alianza" entre Francia y Escocia, y prometió una novia real francesa para Jacobo V. El poeta y diplomático Gavin Douglas, obispo de Dunkeld ayudó en las negociaciones.
El 16 de enero de 1518, la cuñada del duque, Madeleine de la Tour, que era su pupila legal (pupille), se casó con Lorenzo de 'Medici, duque de Urbino en el castillo de Amboise. Lorenzo era sobrino del Papa León X. En abril de 1518 Albany asistió al bautizo del delfín Francisco, Lorenzo sostuvo al niño en la pila bautismal como representante del Papa. Leonardo da Vinci diseñó las decoraciones en Amboise para la ceremonia. En julio de 1518, Albany y Lorenzo estaban en el castillo de Saint-Saturnin en Auvernia e hicieron un contrato para dividir las tierras patrimoniales de Auvernia de sus esposas entre ellos. En marzo de 1519, el Papa León X confirmó los antiguos privilegios de la Corona escocesa señalando que actuó por súplica de Albany, su dilecti filli, "amado sobrino".
En el verano de 1520 Albany fue a Roma. El maestro de ceremonias papales se ofendió cuando llegó al Vaticano durante las vísperas y se sentó con los cardenales el día de la Ascensión. Hizo que Albany se levantara y, mientras esperaba al Papa, Albany se sentó en el escabel de un cardenal. Posteriormente, el cardenal de Ancona presentó formalmente la solicitud de Albany de una audiencia con el Papa, como guardián de Jacobo V. El Papa León emitió una nueva bula confirmando su protección de Escocia y Jacobo V y afirmando la regencia de Albany , quien regresó a Escocia en noviembre de 1521.
En Escocia, la reina Margarita trató de recuperar la regencia, pero fue en vano. Albany mantuvo al joven rey Jacobo como un prisionero virtual, y a la reina Margarita se le permitió ver a su hijo solo una vez entre 1516 y el final de la regencia de Albany. Margaret comenzó a intentar divorciarse de Angus, también a través de Albany en secreto. Cuando Albany regresó en noviembre de 1521, Margaret ahora se puso del lado de él en contra de su esposo. Llegó al Castillo de Edimburgo, donde se encontraba Jacobo V, y en una ceremonia pública el guardián le entregó las llaves, que se las pasó a Margaret, quien se las devolvió a Albany, simbolizando que el gobierno de Escocia estaba en sus manos. Así, Albany pudo mantener una ventaja sobre el ambicioso Angus. El regente tomó el gobierno en sus propias manos. Albany acusó a Angus de alta traición en diciembre de 1521 y luego lo envió prácticamente prisionero a Francia. El representante de Angus, Gavin Douglas, se quejó del gobierno de Albany a Enrique VIII.
En noviembre de 1522, Albany tomó un ejército para sitiar el castillo de Wark defendido por Sir William Lisle, pero se rindió después de tres días cuando el clima se deterioró. Los ingleses fueron advertidos de sus planes por las prioras de Coldstream y la priora de Eccles. Los comandantes ingleses narraron una anécdota sobre el carácter de Albany: una tendencia a la ira que se consideraba una debilidad. Cuando se enfurecía después de escuchar malas noticias, era conocido por arrojar su capó al fuego. Esto había sucedido varias veces.
Se proclamó que la minoría de Jacobo V, de 12 años, terminaría en 1524, ya que la reina viuda Margaret y sus seguidores (como el primo hermano de Albany, James Hamilton, I conde de Arran, querían tomar el poder. Albany fue expulsado por completo por esto. En 1524, Angus regresó a Escocia y tomó Edimburgo en febrero de 1525. El parlamento convocado posteriormente selló, a su vez, también la derrota de la Reina al convertir a Angus en Lord de los Artículos, incluido en el consejo de regencia, y portador de la corona del rey en la apertura de la sesión, y con el arzobispo Beaton ocupó el poder principal.
Después de ser privado de la regencia escocesa, Albany vivió en Francia.

## Servicio militar en Francia y la Guerra de los Cuatro Años
Durante las guerras italianas (1521-1525), entre Francia, España y el Sacro Imperio Romano Germánico, Albany fue puesto al mando de un tercio del ejército de Francisco I y enviado a atacar a las fuerzas papales y lanzar un asalto a Nápoles, en poder de los españoles. Debido a un liderazgo inepto, los dos tercios restantes del ejército se enfrentaron con las fuerzas imperiales en Pavía en 1525 y fueron derrotados, Francisco y muchos otros nobles franceses fueron tomados como rehenes. La sección del ejército de Albany sufrió numerosas emboscadas y deserciones, y regresó a Francia sin haber podido tomar Nápoles.

## Los últimos años
En junio de 1527, un acólito de Albany, Guillermo Estuardo, fue a Escocia con regalos de caballos y espadas para el joven Jacobo V. Contrató a un equipo de albañiles para enmendar y reparar la fortificación del castillo de Dunbar.
Albany fue a Roma como diplomático trabajando para Francia y Escocia. El embajador español Miçer Mai menciona haberse reunido con él en el Palacio Papal y luego haber comenzado negociacionesen agosto de 1531. Albany fue delegado para negociar con el Papa Clemente VII el matrimonio entre Jaime V y Catalina de'Medici, la joven duquesa de Urbino en 1530. Esta fue quizás una maniobra diplomática para obligar a Francisco I de Francia a cumplir una cláusula del Tratado de Rouen de 1517 que prometía al rey escocés una novia real francesa. En mayo de 1531, Albany recibió instrucciones de que este matrimonio había sido cancelado y se planeó que Jacobo V se comprometiera con Cristina de Dinamarca.
Francisco I de Francia se reunió con Juan Estuardo en Riom, en Auvernia, el 10 de julio de 1533. Recibieron a Thomas Howard, III duque de Norfolk. Sir Anthony Browne, guardián de las joyas de Enrique VIII de Inglaterra, describió la recepción del rey francés en los pueblos cercanos organizada por Albany en una carta a Thomas Cromwell. Carlos IV, duque de Vendôme también asistió a la reunión en Riom. En junio, Francisco le había escrito a Jacobo V de Escocia desde Lyon que le ofrecería una esposa de una familia noble francesa, "como si fuera su verdadera hija". Dos años más tarde, Jacobo V de Escocia encargó a Albany que arreglara su matrimonio con la hija de Carlos de Vendôme, María de Borbón. Posteriormente, Jacobo V viajó a Francia para encontrarse con María de Borbón, pero en vez de casarse con ella, lo hizo con la princesa Magdalena de Valois. Albany y Francisca de Alençon estuvieron en Cambrai el 16 de agosto de 1535 con la reina de Francia y se encontraron con la reina de Hungría. Las hijas de Francisco I también estaban allí. En 1533, Catalina de Médici, uno de sus parientes supervivientes más cercanos, que lo tenía como tío y una especie de tutor, vino de Italia para casarse con Enrique, duque de Orleans, segundo hijo del rey Francisco I. En 1536, el joven Enrique se convirtió en delfín de Francia, y Catalina estaba destinada a convertirse en reina.
Albany murió en el castillo de Mirefleurs en Auvernia el 2 de junio de 1536.
La esposa francesa de Juan, la duquesa Ana, había muerto en Saint-Saturnin en junio de 1524. Esto fue poco después de que su única hija, Anne Stewart (Anne de Stuart d'Auvergne) muriera en su adolescencia y sin hijos. La duquesa Ana dejó su herencia en Auvernia a su sobrina pequeña, Catalina de Médicis (n. 1519), hija del primo hermano de Juan y hermana menor de Ana, la fallecida Magdalena de Auvernia, y Lorenzo, duque de Urbino. Catalina, o más bien sus tutores en Francia, recibió así el condado de Auvernia.
Cuando murió Albany, el penúltimo agnado incuestionablemente legítimo de la casa real Estuardo, el derecho de próximo heredero de Escocia recayó por primera vez en un descendiente de la línea femenina, que en ese momento era James Hamilton, II conde de Arran (c. 1516
 -75), hijo de otro nieto del rey Jaime II. En el lenguaje corriente de Escocia en ese momento, Arran se convirtió en "segunda persona".

## Artesanos europeos en Escocia
Albany trajo a varios artesanos extranjeros a trabajar en Escocia en 1515. Johne Belloun, franceses como el Master Juane Carvour trabajaron en nuevas ventanas y puertas para el Palacio de Holyroodhouse y repararon varias lanzas y picas. Un italiano llamado Auld Julian hizo 6000 ladrillos en Tranent para usarlos en la construcción de un horno en la armería del Castillo de Edimburgo, donde el maestro de armas Robert Borthwick se unió a los franceses, Johne Bukkat y su aprendiz Perys.  Dos de los cañones que fabricaron, marcados con las armas del duque y enumerados como "falconetes", todavía estaban en uso en el Castillo de Edimburgo en 1579.
En Crawford Moor, Johne Drane, un francés, actuaba como refinador, lavador y fundidor de oro. En 1516, Albany nombró a un artillero francés, Jehannot de Lavall, como Maestro Guardián de la Artillería Real. Esta posición se le había dado por última vez a Lord Sinclair.
El elogio por las mejoras de Albany en Escocia se publicó en el Sommaire de l'Origine Description et Merveilles d'Escosse (1538) de Jehan dit Le-Fresne Des-Montiers. Albany estaba vinculado a sus edificios en el castillo de Dunbar, que hizo inexpugnable, y se decía que había mejorado la agricultura en Escocia. Un artículo del historiador Bryony Coombs explora más a fondo las actividades del duque de Albany y sus conexiones arquitectónicas y artísticas que influyeron el diseño del fortín de artillería en el castillo de Dunbar, y sitúa el edificio en un contexto europeo.

## Descendencia
Albany no tuvo hijos legítimos de su esposa Anne.
De una escocesa, Jean Abernethy, Albany tuvo una hija ilegítima llamada Eleanor Stewart. Eleonor fue legitimada y casada con Jean de L'Hopital, conde de Choisy en Fontainebleau el 22 de octubre de 1547, en presencia de Enrique II de Francia. Choisy más tarde se convirtió en tutor del delfín Francisco (m. 1560).
Los descendientes de su hijo Jacques de L'Hopital, primer marqués de Choisy, incluyen a los duques de Castries y los duques MacMahon de Magenta.